# Temporada 2015 de GP3 Series
La temporada 2015 de GP3 Series fue la sexta edición de la competición de GP3, telonera de la temporada 2015 de Fórmula 1 junto a la GP2 Series. Comenzó el 9 de mayo en Barcelona y finalizó el 29 de noviembre en Abu Dhabi.

## Escuderías y pilotos
Los siguientes equipos fueron confirmados para disputar la competencia.
| Escudería           | N.º | Piloto                  | Rondas   |
| ------------------- | --- | ----------------------- | -------- |
| Carlin              | 1   | Antonio Fuoco           | Todas    |
| Carlin              | 2   | Jann Mardenborough      | 1–5, 7–8 |
| Carlin              | 2   | Adderly Fong            | 9        |
| Carlin              | 3   | Mitchell Gilbert        | Todas    |
| ART Grand Prix      | 4   | Alfonso Celis Jr.       | 1–5, 7–9 |
| ART Grand Prix      | 5   | Marvin Kirchhöfer       | Todas    |
| ART Grand Prix      | 6   | Esteban Ocon            | Todas    |
| Status Grand Prix   | 7   | Seb Morris              | Todas    |
| Status Grand Prix   | 8   | Alex Fontana            | Todas    |
| Status Grand Prix   | 9   | Sandy Stuvik            | Todas    |
| Koiranen GP         | 10  | Adderly Fong            | 1–5, 7   |
| Koiranen GP         | 10  | Matevos Isaakyan        | 8–9      |
| Koiranen GP         | 11  | Jimmy Eriksson          | Todas    |
| Koiranen GP         | 12  | Matt Parry              | Todas    |
| Arden International | 14  | Kevin Ceccon            | Todas    |
| Arden International | 15  | Emil Bernstorff         | Todas    |
| Arden International | 16  | Aleksander Bosak        | Todas    |
| Jenzer Motorsport   | 20  | Pål Varhaug             | Todas    |
| Jenzer Motorsport   | 21  | Mathéo Tuscher          | Todas    |
| Jenzer Motorsport   | 22  | Ralph Boschung          | Todas    |
| Campos Racing       | 23  | Zaid Ashkanani          | Todas    |
| Campos Racing       | 24  | Álex Palou              | Todas    |
| Campos Racing       | 25  | Samin Gómez             | 1–2, 4   |
| Campos Racing       | 25  | Christopher Höher       | 3        |
| Campos Racing       | 25  | Brandon Maïsano         | 6        |
| Campos Racing       | 25  | Konstantin Tereshchenko | 7–9      |
| Trident             | 26  | Artur Janosz            | Todas    |
| Trident             | 27  | Luca Ghiotto            | Todas    |
| Trident             | 28  | Óscar Tunjo             | 1–3      |
| Trident             | 28  | Beitske Visser          | 5        |
| Trident             | 28  | Amaury Bonduel          | 6        |
| Trident             | 28  | Michele Beretta         | 7–9      |

## Calendario
El calendario para la temporada fue revelado el 22 de diciembre de 2014 con 9 rondas. Debido a la cancelación de la ronda en Alemania, a mitad de temporada se confirmó otra ronda en Baréin en apoyo a las 6 Horas de Baréin, del Campeonato Mundial de Resistencia.
| Ronda | Ronda | Circuito                                     | País                   | Fecha           |
| ----- | ----- | -------------------------------------------- | ---------------------- | --------------- |
| 1     | L     | Circuito de Barcelona-Cataluña, Barcelona    | España                 | 9 de mayo       |
| 1     | C     | Circuito de Barcelona-Cataluña, Barcelona    | España                 | 10 de mayo      |
| 2     | L     | Red Bull Ring, Spielberg                     | Austria                | 20 de junio     |
| 2     | C     | Red Bull Ring, Spielberg                     | Austria                | 21 de junio     |
| 3     | L     | Circuito de Silverstone, Silverstone         | Reino Unido            | 4 de julio      |
| 3     | C     | Circuito de Silverstone, Silverstone         | Reino Unido            | 5 de julio      |
| 4     | L     | Hungaroring, Budapest                        | Hungría                | 25 de julio     |
| 4     | C     | Hungaroring, Budapest                        | Hungría                | 26 de julio     |
| 5     | L     | Circuito de Spa-Francorchamps, Francorchamps | Bélgica                | 22 de agosto    |
| 5     | C     | Circuito de Spa-Francorchamps, Francorchamps | Bélgica                | 23 de agosto    |
| 6     | L     | Autodromo Nazionale di Monza, Monza          | Italia                 | 5 de septiembre |
| 6     | C     | Autodromo Nazionale di Monza, Monza          | Italia                 | 6 de septiembre |
| 7     | L     | Autódromo de Sochi, Sochi                    | Rusia                  | 11 de octubre   |
| 7     | C     | Autódromo de Sochi, Sochi                    | Rusia                  | 11 de octubre   |
| 8     | L     | Circuito Internacional de Baréin, Sakhir     | Baréin                 | 20 de noviembre |
| 8     | C     | Circuito Internacional de Baréin, Sakhir     | Baréin                 | 21 de noviembre |
| 9     | L     | Circuito Yas Marina, Abu Dabi                | Emiratos Árabes Unidos | 28 de noviembre |
| 9     | C     | Circuito Yas Marina, Abu Dabi                | Emiratos Árabes Unidos | 29 de noviembre |

## Resultados

### Pretemporada
| Test | Circuito  | Fecha       | Mejor clasificado  | Escudería         | Tiempo   | Vueltas |
| ---- | --------- | ----------- | ------------------ | ----------------- | -------- | ------- |
| 1º   | Estoril   | 18 de marzo | Antonio Fuoco      | Carlin            | 1:28.410 | 50      |
| 1º   | Estoril   | 19 de marzo | Ralph Boschung     | Jenzer Motorsport | 1:27.789 | 82      |
|      |           |             |                    |                   |          |         |
| 2º   | Valencia  | 9 de abril  | Marvin Kirchhöfer  | ART Grand Prix    | 1:21.098 | 54      |
| 2º   | Valencia  | 10 de abril | Álex Palou         | Campos Racing     | 1:20.880 | 80      |
|      |           |             |                    |                   |          |         |
| 3º   | Barcelona | 22 de abril | Jann Mardenborough | Carlin            | 1:34.910 | 44      |
| 3º   | Barcelona | 23 de abril | Pål Varhaug        | Jenzer Motorsport | 1:34.687 | 66      |

### Temporada
| Ronda | Ronda | Ronda             | Pole Position     | Vuelta rápida     | Piloto ganador    | Escudería ganadora  |
| ----- | ----- | ----------------- | ----------------- | ----------------- | ----------------- | ------------------- |
| 1     | L     | Barcelona         | Luca Ghiotto      | Esteban Ocon      | Esteban Ocon      | ART Grand Prix      |
| 1     | C     | Barcelona         |                   | Marvin Kirchhöfer | Marvin Kirchhöfer | ART Grand Prix      |
| 2     | L     | Spielberg         | Luca Ghiotto      | Luca Ghiotto      | Luca Ghiotto      | Trident             |
| 2     | C     | Spielberg         |                   | Luca Ghiotto      | Óscar Tunjo       | Trident             |
| 3     | L     | Silverstone       | Marvin Kirchhöfer | Luca Ghiotto      | Marvin Kirchhöfer | ART Grand Prix      |
| 3     | C     | Silverstone       |                   | Kevin Ceccon      | Kevin Ceccon      | Arden International |
| 4     | L     | Budapest          | Luca Ghiotto      | Luca Ghiotto      | Luca Ghiotto      | Trident             |
| 4     | C     | Budapest          |                   | Esteban Ocon      | Kevin Ceccon      | Arden International |
| 5     | L     | Spa-Francorchamps | Luca Ghiotto      | Luca Ghiotto      | Emil Bernstorff   | Arden International |
| 5     | C     | Spa-Francorchamps |                   | Luca Ghiotto      | Luca Ghiotto      | Trident             |
| 6     | L     | Monza             | Luca Ghiotto      | Emil Bernstorff   | Emil Bernstorff   | Arden International |
| 6     | C     | Monza             |                   | Luca Ghiotto      | Marvin Kirchhöfer | ART Grand Prix      |
| 7     | L     | Sochi             | Esteban Ocon      | Esteban Ocon      | Luca Ghiotto      | Trident             |
| 7     | C     | Sochi             |                   | Esteban Ocon      | Jimmy Eriksson    | Koiranen GP         |
| 8     | L     | Sakhir            | Esteban Ocon      | Luca Ghiotto      | Marvin Kirchhöfer | ART Grand Prix      |
| 8     | C     | Sakhir            |                   | Luca Ghiotto      | Luca Ghiotto      | Trident             |
| 9     | L     | Yas Marina        | Esteban Ocon      | Esteban Ocon      | Marvin Kirchhöfer | ART Grand Prix      |
| 9     | C     | Yas Marina        |                   | Álex Palou        | Álex Palou        | Campos Racing       |

## Clasificaciones

### Sistema de puntuación
Los puntos se otorgaron a los 10 primeros clasificados en la carrera larga, y a los primeros 8 clasificados en la carrera corta. El piloto que logró la pole position en la carrera principal también recibió cuatro puntos y dos puntos fueron entregados al piloto que marcó la vuelta rápida entre los diez primeros, tanto en la carrera larga como en la corta. No hubo puntos extras otorgados a la pole en la carrera corta.
Puntos de carrera larga
| Posición | 1º | 2º | 3º | 4º | 5º | 6º | 7º | 8º | 9º | 10º | Pole | VR |
| Puntos   | 25 | 18 | 15 | 12 | 10 | 8  | 6  | 4  | 2  | 1   | 4    | 2  |

Puntos de carrera corta
Los puntos se otorgarán a los primeros 8 clasificados.
| Posición | 1º | 2º | 3º | 4º | 5º | 6º | 7º | 8º | VR |
| Puntos   | 15 | 12 | 10 | 8  | 6  | 4  | 2  | 1  | 2  |

### Campeonato de Pilotos
| Pos. | Piloto                  | BAR | BAR | SPI | SPI | SIL | SIL | BUD | BUD | SPA | SPA | MNZ | MNZ | SOC | SOC | SAK | SAK | YMC | YMC | Puntos |
| ---- | ----------------------- | --- | --- | --- | --- | --- | --- | --- | --- | --- | --- | --- | --- | --- | --- | --- | --- | --- | --- | ------ |
| 1    | Esteban Ocon            | 1   | 7   | 3   | DSQ | 6   | 2   | 2   | 2   | 2   | 2   | 2   | 2   | 2   | 2   | 3   | 2   | 4   | 3   | 253    |
| 2    | Luca Ghiotto            | 2   | 8   | 1   | 3   | 4   | 7   | 1   | 4   | 5   | 1   | Ret | 3   | 1   | 8   | 4   | 1   | 5   | 4   | 245    |
| 3    | Marvin Kirchhöfer       | 5   | 1   | 6   | 2   | 1   | 8   | 3   | 5   | 3   | Ret | 4   | 1   | 9   | 7   | 1   | 6   | 1   | 7   | 200    |
| 4    | Emil Bernstorff         | 3   | 5   | 4   | 4   | 2   | 6   | 4   | Ret | 1   | Ret | 1   | Ret | 3   | 6   | 2   | 4   | 2   | 6   | 194    |
| 5    | Jimmy Eriksson          | 6   | 2   | 20† | 10  | 5   | 4   | 6   | 6   | 13  | 16  | 5   | 5   | 8   | 1   | 5   | 7   | 3   | 5   | 118    |
| 6    | Antonio Fuoco           | 8   | 4   | 2   | Ret | 18  | 23  | 8   | Ret | 4   | Ret | Ret | 11  | 6   | 4   | 9   | 5   | 7   | 2   | 88     |
| 7    | Kevin Ceccon            | 7   | 6   | Ret | DNS | 7   | 1   | 7   | 1   | Ret | 13  | 3   | 4   | Ret | DNS | 14  | 18  | Ret | 10  | 77     |
| 8    | Matt Parry              | 13  | 9   | 13  | 7   | 3   | 5   | 5   | 3   | Ret | Ret | DSQ | Ret | 7   | Ret | 11  | 3   | 6   | 24  | 67     |
| 9    | Jann Mardenborough      | 4   | 3   | 5   | 13  | 17  | 15  | Ret | 17  | Ret | 12  |     |     | 5   | 3   | 7   | Ret |     |     | 58     |
| 10   | Álex Palou              | 12  | 20  | 14  | Ret | Ret | 13  | 19  | 18  | 7   | 5   | 7   | 10  | 4   | 9   | Ret | 10  | 8   | 1   | 51     |
| 11   | Ralph Boschung          | Ret | 14  | 8   | 8   | 8   | 3   | 13  | 8   | 9   | 8   | 9   | 7   | 11  | DNS | 10  | 9   | 12  | 11  | 28     |
| 12   | Alfonso Celis Jr.       | 10  | 10  | 15  | Ret | 13  | 11  | 18  | 15  | 6   | 3   |     |     | 13  | 12  | 8   | 8   | Ret | 19  | 24     |
| 13   | Mathéo Tuscher          | 14  | 13  | 12  | DSQ | 10  | 9   | 10  | 9   | Ret | 4   | 6   | 6   | Ret | Ret | 12  | Ret | 16  | 14  | 22     |
| 14   | Artur Janosz            | 15  | 12  | 21  | 9   | 9   | 17  | 16  | Ret | 12  | 7   | 16  | Ret | 10  | 5   | 6   | 12  | 10  | 9   | 20     |
| 15   | Óscar Tunjo             | 16  | 11  | 9   | 1   | 11  | 10  |     |     |     |     |     |     |     |     |     |     |     |     | 17     |
| 16   | Alex Fontana            | 9   | 16  | 10  | 6   | 19  | 18  | 14  | 13  | 10  | 6   | 8   | 16  | 19  | 11  | 19  | 19  | 15  | 13  | 16     |
| 17   | Sandy Stuvik            | 18  | 17  | 7   | Ret | 22  | 20  | 22  | 14  | Ret | 17  | 11  | 8   | 16  | 17  | 13  | Ret | 17  | 16  | 7      |
| 18   | Seb Morris              | Ret | 24  | 19  | 5   | 15  | 12  | 12  | 12  | Ret | 14  | DSQ | Ret | 14  | 10  | 16  | Ret | 13  | 15  | 6      |
| 19   | Pål Varhaug             | 21  | 18  | 11  | Ret | 16  | 19  | 9   | 7   | Ret | 10  | Ret | 14  | Ret | 14  | Ret | Ret | 11  | 8   | 5      |
| 20   | Aleksander Bosak        | 19  | 23  | 16  | 15  | 14  | 16  | 17  | 19  | 8   | Ret | 15  | Ret | Ret | 20  | Ret | 16  | 18  | 23  | 4      |
| 21   | Matevos Isaakyan        |     |     |     |     |     |     |     |     |     |     |     |     |     |     | Ret | 14  | 9   | 12  | 2      |
| 22   | Mitchell Gilbert        | 22† | 22  | Ret | 11  | 20  | 21  | 11  | 10  | 11  | 11  | 10  | 9   | 12  | 15  | 15  | 11  | 14  | 17  | 1      |
| 23   | Adderly Fong            | 17  | 21  | 17  | 12  | 12  | 14  | 15  | 11  | 15  | 9   |     |     | 15  | 18  |     |     | Ret | 22  | 0      |
| 24   | Zaid Ashkanani          | 11  | 15  | 18  | 14  | 21  | 22  | 20  | 16  | 14  | 18  | 13  | 15  | 20  | 19  | 17  | 13  | 19  | 21  | 0      |
| 25   | Brandon Maïsano         |     |     |     |     |     |     |     |     |     |     | 12  | 13  |     |     |     |     |     |     | 0      |
| 26   | Amaury Bonduel          |     |     |     |     |     |     |     |     |     |     | 14  | 12  |     |     |     |     |     |     | 0      |
| 27   | Michele Beretta         |     |     |     |     |     |     |     |     |     |     |     |     | 18  | 13  | 20  | 15  | 20  | 18  | 0      |
| 28   | Beitske Visser          |     |     |     |     |     |     |     |     | Ret | 15  |     |     |     |     |     |     |     |     | 0      |
| 29   | Konstantin Tereshchenko |     |     |     |     |     |     |     |     |     |     |     |     | 17  | 16  | 18  | 17  | Ret | 20  | 0      |
| 30   | Samin Gómez             | 20  | 19  | Ret | 16  |     |     | 21  | Ret |     |     |     |     |     |     |     |     |     |     | 0      |
| 31   | Christopher Höher       |     |     |     |     | 23  | 24  |     |     |     |     |     |     |     |     |     |     |     |     | 0      |
| Pos. | Piloto                  | BAR | BAR | SPI | SPI | SIL | SIL | BUD | BUD | SPA | SPA | MNZ | MNZ | SOC | SOC | SAK | SAK | YMC | YMC | Puntos |

| Color     | Resultado              |
| --------- | ---------------------- |
| Oro       | Ganador                |
| Plata     | 2.ª plaza              |
| Bronce    | 3.ª plaza              |
| Verde     | Finalizó en los puntos |
| Azul      | Finalizó sin puntos    |
| Azul      | NC - No clasificado    |
| Violeta   | Ret - No terminó       |
| Rojo      | DNQ - No se clasificó  |
| Negro     | DSQ - Descalificado    |
| Blanco    | DNS - No empezó        |
| Blanco    | WD - Retirado          |
| Blanco    | C - Carrera cancelada  |
| Sin color | DNP - No participó     |
| Sin color | INJ - Lesionado        |
| Sin color | EX - Excluido          |

| Estado  | Resultado |
| ------- | --- |
| Negrita | Pole position |
| Cursiva | Vuelta rápida puntuable, el piloto cumplió los requisitos para ser bonificado con uno o más puntos por lograr la vuelta rápida |
| †       | Abandona, pero clasifica al completar el porcentaje requerido para ello                                                        |

- [1]

### Campeonato de Escuderías
| Pos. | Escudería           | N.º | BAR | BAR | SPI | SPI | SIL | SIL | BUD | BUD | SPA | SPA | MNZ | MNZ | SOC | SOC | SAK | SAK | YMC | YMC | Puntos |
| ---- | ------------------- | --- | --- | --- | --- | --- | --- | --- | --- | --- | --- | --- | --- | --- | --- | --- | --- | --- | --- | --- | ------ |
| 1    | ART Grand Prix      | 4   | 10  | 10  | 15  | Ret | 13  | 11  | 18  | 15  | 6   | 3   |     |     | 13  | 12  | 8   | 8   | Ret | 19  | 477    |
| 1    | ART Grand Prix      | 5   | 5   | 1   | 6   | 2   | 1   | 8   | 3   | 5   | 3   | Ret | 4   | 1   | 9   | 7   | 1   | 6   | 1   | 7   | 477    |
| 1    | ART Grand Prix      | 6   | 1   | 7   | 3   | DSQ | 6   | 2   | 2   | 2   | 2   | 2   | 2   | 2   | 2   | 2   | 3   | 2   | 4   | 3   | 477    |
| 2    | Trident             | 26  | 15  | 12  | 21  | 9   | 9   | 17  | 16  | Ret | 12  | 7   | 16  | Ret | 10  | 5   | 6   | 12  | 10  | 9   | 282    |
| 2    | Trident             | 27  | 2   | 8   | 1   | 3   | 4   | 7   | 1   | 4   | 5   | 1   | Ret | 3   | 1   | 8   | 4   | 1   | 5   | 4   | 282    |
| 2    | Trident             | 28  | 16  | 11  | 9   | 1   | 11  | 10  |     |     | Ret | 15  | 14  | 12  | 18  | 13  | 20  | 15  | 20  | 18  | 282    |
| 3    | Arden International | 14  | 7   | 6   | Ret | DNS | 7   | 1   | 7   | 1   | Ret | 13  | 3   | 4   | Ret | DNS | 14  | 18  | Ret | 10  | 275    |
| 3    | Arden International | 15  | 3   | 5   | 4   | 4   | 2   | 6   | 4   | Ret | 1   | Ret | 1   | Ret | 3   | 6   | 2   | 4   | 2   | 6   | 275    |
| 3    | Arden International | 16  | 19  | 23  | 16  | 15  | 14  | 16  | 17  | 19  | 8   | Ret | 15  | Ret | Ret | 20  | Ret | 16  | 18  | 23  | 275    |
| 4    | Koiranen GP         | 10  | 17  | 21  | 17  | 12  | 12  | 14  | 15  | 11  | 15  | 9   |     |     | 15  | 18  | Ret | 14  | 9   | 12  | 187    |
| 4    | Koiranen GP         | 11  | 6   | 2   | 20† | 10  | 5   | 4   | 6   | 6   | 13  | 16  | 5   | 5   | 8   | 1   | 5   | 7   | 3   | 5   | 187    |
| 4    | Koiranen GP         | 12  | 13  | 9   | 13  | 7   | 3   | 5   | 5   | 3   | Ret | Ret | DSQ | Ret | 7   | Ret | 11  | 3   | 6   | 24  | 187    |
| 5    | Carlin              | 1   | 8   | 4   | 2   | Ret | 18  | 23  | 8   | Ret | 4   | Ret | Ret | 11  | 6   | 4   | 9   | 5   | 7   | 2   | 147    |
| 5    | Carlin              | 2   | 4   | 3   | 5   | 13  | 17  | 15  | Ret | 17  | Ret | 12  |     |     | 5   | 3   | 7   | Ret | Ret | 22  | 147    |
| 5    | Carlin              | 3   | 22† | 22  | Ret | 11  | 20  | 21  | 11  | 10  | 11  | 11  | 10  | 9   | 12  | 15  | 15  | 11  | 14  | 17  | 147    |
| 6    | Jenzer Motorsport   | 20  | 21  | 18  | 11  | Ret | 16  | 19  | 9   | 7   | Ret | 10  | Ret | 14  | Ret | 14  | Ret | Ret | 11  | 8   | 55     |
| 6    | Jenzer Motorsport   | 21  | 14  | 13  | 12  | DSQ | 10  | 9   | 10  | 9   | Ret | 4   | 6   | 6   | Ret | Ret | 12  | Ret | 16  | 14  | 55     |
| 6    | Jenzer Motorsport   | 22  | Ret | 14  | 8   | 8   | 8   | 3   | 13  | 8   | 9   | 8   | 9   | 7   | 11  | DNS | 10  | 9   | 12  | 11  | 55     |
| 7    | Campos Racing       | 23  | 11  | 15  | 18  | 14  | 21  | 22  | 20  | 16  | 14  | 18  | 13  | 15  | 20  | 19  | 17  | 13  | 19  | 21  | 51     |
| 7    | Campos Racing       | 24  | 12  | 20  | 14  | Ret | Ret | 13  | 19  | 18  | 7   | 5   | 7   | 10  | 4   | 9   | Ret | 10  | 8   | 1   | 51     |
| 7    | Campos Racing       | 25  | 20  | 19  | Ret | 16  | 23  | 24  | 21  | Ret |     |     | 12  | 13  | 17  | 16  | 18  | 17  | Ret | 20  | 51     |
| 8    | Status Grand Prix   | 7   | Ret | 24  | 19  | 5   | 15  | 12  | 12  | 12  | Ret | 14  | DSQ | Ret | 14  | 10  | 16  | Ret | 13  | 15  | 29     |
| 8    | Status Grand Prix   | 8   | 9   | 16  | 10  | 6   | 19  | 18  | 14  | 13  | 10  | 6   | 8   | 16  | 19  | 11  | 19  | 19  | 15  | 13  | 29     |
| 8    | Status Grand Prix   | 9   | 18  | 17  | 7   | Ret | 22  | 20  | 22  | 14  | Ret | 17  | 11  | 8   | 16  | 17  | 13  | Ret | 17  | 16  | 29     |
| Pos. | Escudería           | N.º | BAR | BAR | SPI | SPI | SIL | SIL | BUD | BUD | SPA | SPA | MNZ | MNZ | SOC | SOC | SAK | SAK | YMC | YMC | Puntos |

| Color     | Resultado              |
| --------- | ---------------------- |
| Oro       | Ganador                |
| Plata     | 2.ª plaza              |
| Bronce    | 3.ª plaza              |
| Verde     | Finalizó en los puntos |
| Azul      | Finalizó sin puntos    |
| Azul      | NC - No clasificado    |
| Violeta   | Ret - No terminó       |
| Rojo      | DNQ - No se clasificó  |
| Negro     | DSQ - Descalificado    |
| Blanco    | DNS - No empezó        |
| Blanco    | WD - Retirado          |
| Blanco    | C - Carrera cancelada  |
| Sin color | DNP - No participó     |
| Sin color | INJ - Lesionado        |
| Sin color | EX - Excluido          |

| Estado  | Resultado |
| ------- | --- |
| Negrita | Pole position |
| Cursiva | Vuelta rápida puntuable, el piloto cumplió los requisitos para ser bonificado con uno o más puntos por lograr la vuelta rápida |
| †       | Abandona, pero clasifica al completar el porcentaje requerido para ello                                                        |

- [1]